# Tammam Salam
Tammam Salam (arabe : تمام سلام [tammaːm salaːm]), né le 13 mai 1945 à Beyrouth, est un homme d'État libanais, président du Conseil 15 février 2014 au  18 décembre 2016.

## Biographie

### Jeunesse
Il est le fils de l’ancien président du Conseil Saëb Salam et de Tamima Mardam Beik, femme aux origines syriennes. Son grand-père était Salim Ali Salam, un politicien ayant servi durant l'occupation ottomane puis française en tant que député du Parlement sous l'ère ottomane puis maire de Beyrouth. Il a deux sœurs aînées et deux frères cadets. Il étudia au Grand Lycée Franco-Libanais puis à l'université Haigazian, à Beyrouth. Il reçut également un diplôme en économie et gestion lors d'un séjour en Angleterre.

### Carrière politique
Après ses études, il entama une carrière d'homme d'affaires et se lança en politique au cours des années 1970. En 1973, il fonda le Mouvement des pionniers réformateurs, dont le but est de suivre une politique de modération dans un pays qui se trouve alors plongé dans la tourmente. Le mouvement fut aussi perçu comme la milice privée du père de Tammam mais il cessa avec les prémices de la guerre civile afin de ne pas y être mêlé.
Il rejoignit la fondation Makassed en 1978 dont il devint président quatre ans plus tard et ce, jusqu'en septembre 2000, restant toutefois président honoraire. Il se chargea également de la direction de la fondation Saëb Salam pour l'éducation et les études supérieures.
Il se présente aux élections législatives de 1992 mais choisit de retirer sa candidature pour protester contre la présence syrienne au Liban. Il reçoit à l'occasion le soutien des chrétiens libanais qui désirent que l'équilibre entre les religions au sein du pays se pérennise. Il se présente comme candidat indépendant aux élections de 1996 et parvient au poste de député sunnite de Beyrouth.
En 1998, il s’allie avec Rafiq Hariri et parrainent ensemble la liste qui gagnera les municipales de Beyrouth. Mais cette alliance ne durera pas et ils s’affrontent lors des législatives de 2000 pendant lesquelles Salam subira une rude défaite.
Personnalité modérée, Tammam Salam a gardé ses distances des différents partis impliqués dans la vie politique libanaise depuis la Révolution du Cèdre. Après l'assassinat du député Walid Eido en juin 2007, Tammam Salam s'est rapproché de Saad Hariri et a intégré le gouvernement d'union nationale de Fouad Siniora en juillet 2008, comme ministre de la Culture et représentant de l'Alliance du 14-Mars. Il est réélu député sunnite de Beyrouth en 2009.
Le 6 avril 2013, il est choisi par la majorité des partis politiques pour former un gouvernement d'union nationale à la suite de la démission de Najib Mikati. Les négociations autour de ce gouvernement aboutissent le 15 février 2014 ; le nouveau gouvernement comporte 24 ministres (8 du camp du Hezbollah, 8 de celui de Saad Hariri, 8 à des proches du président Sleiman et de Walid Joumblatt, considérés comme non alignés).

### Vie privée
Tammam Salam est marié à Lama Badreddine, avec laquelle il a eu trois enfants.